# Against All Odds (Take a Look at Me Now) (Mariah Carey-dal)
Az Against All Odds (Take a Look at Me Now) egy dal, melyet Phil Collins szerzett és eredetileg ő is énekelte. Mariah Carey amerikai popénekesnő feldolgozta a dalt kilencedik, Rainbow című albumán, és Európában kislemezen is megjelentette. A dal társproducerei Jimmy Jam és Terry Lewis voltak. Az albumon egyedül Carey adja elő, de a kislemezen megjelent változatot együtt énekli a Westlife ír együttessel, akiknek második, Coast to Coast című albumán is szerepel. A dal a Rainbow album harmadik, a Coast to Coast első kislemezeként jelent meg 2000-ben. A kislemez az Egyesült Királyságban a rövidebb Against All Odds címen jelent meg. A dal kislemezen szereplő változatának producerei Mariah Carey és Steve Mac.

## Fogadtatása
A kislemez az Egyesült Államokban nem jelent meg, de az Egyesült Királyságban nagy sikert aratott: a slágerlista első helyére került (az eredeti Phil Collins-dal csak a 2. helyig jutott 1984-ben). A dal 2000. szeptember 24. és október 7. közt állt a lista első helyén. A Westlife-nak ez volt az egymást követő hatodik olyan száma, ami a brit slágerlisták első helyén nyitott, és ezzel a dallal ők voltak az első előadó, akiknek első hat kislemezük listavezető lett. Careynek ez lett a második listavezető dala a Without You után.
Brazíliában ez volt Carey hatodik listavezető száma.

## Videóklip és remixek
A dalnak az albumváltozatához és a duettváltozatához is készült videóklip; előbbit Paul Misbehoven rendezte, és a Rainbow World Tour koncertfelvételeiből vágták össze; utóbbi, amit gakrabban játszottak, Careyt és a Westlife tagjait mutatja, amint felveszik a dalt, és ahogy csónakáznak Capri környékén.
A dal remixei, amelyeket a Pound Boys készített, az albumváltozatból készültek, és a Westlife nem énekel bennük. A Pound Boysra akkor figyelt fel Carey és a lemezcég, amikor remixelték a Rainbow albumon szereplő Petals című dalt.

### Hivatalos remixek, verziók listája
- Against All Odds (Take a Look at Me Now) (Backing Track)
- Against All Odds (Take a Look at Me Now) (Instrumental)
- Against All Odds (Take a Look at Me Now) (Pound Boys Deep Dub)
- Against All Odds (Take a Look at Me Now) (Pound Boys Dub)
- Against All Odds (Take a Look at Me Now) (Pound Boys Main Mix)
- Against All Odds (Take a Look at Me Now) (Pound Boys Radio Edit)
- Against All Odds (Take a Look at Me Now) (Single Edit feat. Westlife)
- Against All Odds (Take a Look at Me Now) (Westlife Only Version)

## Változatok
CD kislemez (Ausztria)
1. Against All Odds (Take a Look at Me Now) (Single Edit)
2. Against All Odds (Take a Look at Me Now) (Album version)

CD kislemez (Ausztria)
1. Against All Odds (Take a Look at Me Now)
2. Crybaby

CD maxi kislemez (Ausztrália, Ausztria, Dél-Afrika)
1. Against All Odds (Take a Look at Me Now) (Single Edit)
2. Against All Odds (Take a Look at Me Now) (Album version)
3. Against All Odds (Take a Look at Me Now) (Pound Boys Main Mix)

CD maxi kislemez (Ausztrália, Ausztria, Dél-Afrika)
12" maxi kislemez (Hollandia)
1. Against All Odds (Take a Look at Me Now)
2. Crybaby
3. Thank God I Found You (StarGate Radio Edit)
4. Can’t Take That Away (Mariah’s Theme) (Morales Club Mix Edit)

CD maxi kislemez (Japán)
1. Against All Odds (Mariah feat. Westlife)
2. Against All Odds (Album version)
3. Against All Odds (Pound Boys Radio Edit)
4. Against All Odds (Instrumental)

CD maxi kislemez (Egyesült Királyság) + poszter
1. Against All Odds (Take a Look at Me Now) (Mariah Carey feat. Westlife)
2. Against All Odds (Take a Look at Me Now) (Westlife Only Version)
3. Against All Odds (Take a Look at Me Now) (Pound Boys Dub)
4. Against All Odds (Take a Look at Me Now) (videóklip)

CD maxi kislemez (Egyesült Királyság)
1. Against All Odds (Take a Look at Me Now) (Mariah Carey feat. Westlife)
2. Against All Odds (Take a Look at Me Now) (Pound Boys Main Mix)
3. Against All Odds (Take a Look at Me Now) (Mariah Only Version)
4. Westlife-interjú (videó)

7" kislemez (Olaszország)
1. Mariah Carey: Against All Odds (Take a Look at Me Now)
2. Savage Garden: Affirmation

Kazetta (Egyesült Királyság)
1. Against All Odds (Take a Look at Me Now) (Mariah Carey feat. Westlife)
2. Against All Odds (Take a Look at Me Now) (Pound Boys Radio Edit)

## Helyezések
| Slágerlista (2000)         | Legmagasabb helyezés |
| -------------------------- | -------------------- |
| Brit kislemezlista         | 1                    |
| Francia Top 100 kislemez   | 18                   |
| Holland Top 100 kislemez   | 20                   |
| Kanadai kislemezlista      | 22                   |
| Német kislemezlista        | 29                   |
| Olasz Top 50 kislemez      | 17                   |
| Svájci Top 100 kislemez    | 20                   |
| Svéd Top 60 kislemez       | 3                    |
| Japán Oricon kislemezlista | 41                   |